# 维特拉克昂维亚代讷
维特拉克昂维亚代讷（法語：Vitrac-en-Viadène）是法国阿韦龙省的一个市镇，属于罗德兹区（Rodez）。该市镇2009年时的人口为94人。

## 人口
维特拉克昂维亚代讷人口变化图示
| 数据来源：INSEE |